# Бо Бриджис
Бо Бриджис (на английски: Beau Bridges) е американски актьор и режисьор. 

## Биография
Лойд Бриджис е роден на 9 декамври 1941 г. в град Лос Анджелис, Калифорния.

### Кариера
Кариерата си в киното започва на седемгодишна възраст. Увлича се по баскетбола в училище. Учи в Калифорнийския университет, но след това се прехвърля в Хавайския. В крайна сметка изоставя обучението си, за да се отдаде на актьорска кариера. Снима се заедно с баща си и брат си в няколко филма.
Той е носител 3 пъти на „Еми“, два пъти на „Златен глобус“ и един път на „Грами“. На 7 април 2003 г. му е поставена звезда на Холивудската алея на славата за приносите му в телевизионната индустрия.

### Личен живот
Той е син на Лойд Бриджис и брат на Джеф Бриджис. Има два брака и пет деца.

## Избрана филмография
| Година | Филм                          | Оригинално заглавие        | Роля                              | Режисьор        |
| ------ | ----------------------------- | -------------------------- | --------------------------------- | --------------- |
| 2006   | Паяжината на Шарлот           | Charlotte's Web            | Д-р Дориан                        | Гари Уиник      |
| 2006   | Старгейт: Кивотът на истината | Stargate: The Ark of Truth | Генерал-майор Хенри (Ханк) Ландри | Робърт К. Купър |
| 2008   | Старгейт: Континуум           | Stargate: Continuum        | Генерал-майор Хенри (Ханк) Ландри | Мартин Ууд      |
| 2011   | Потомците                     | The Descendants            | Братовчедът Хю                    | Александър Пейн |